# Barroco siciliano

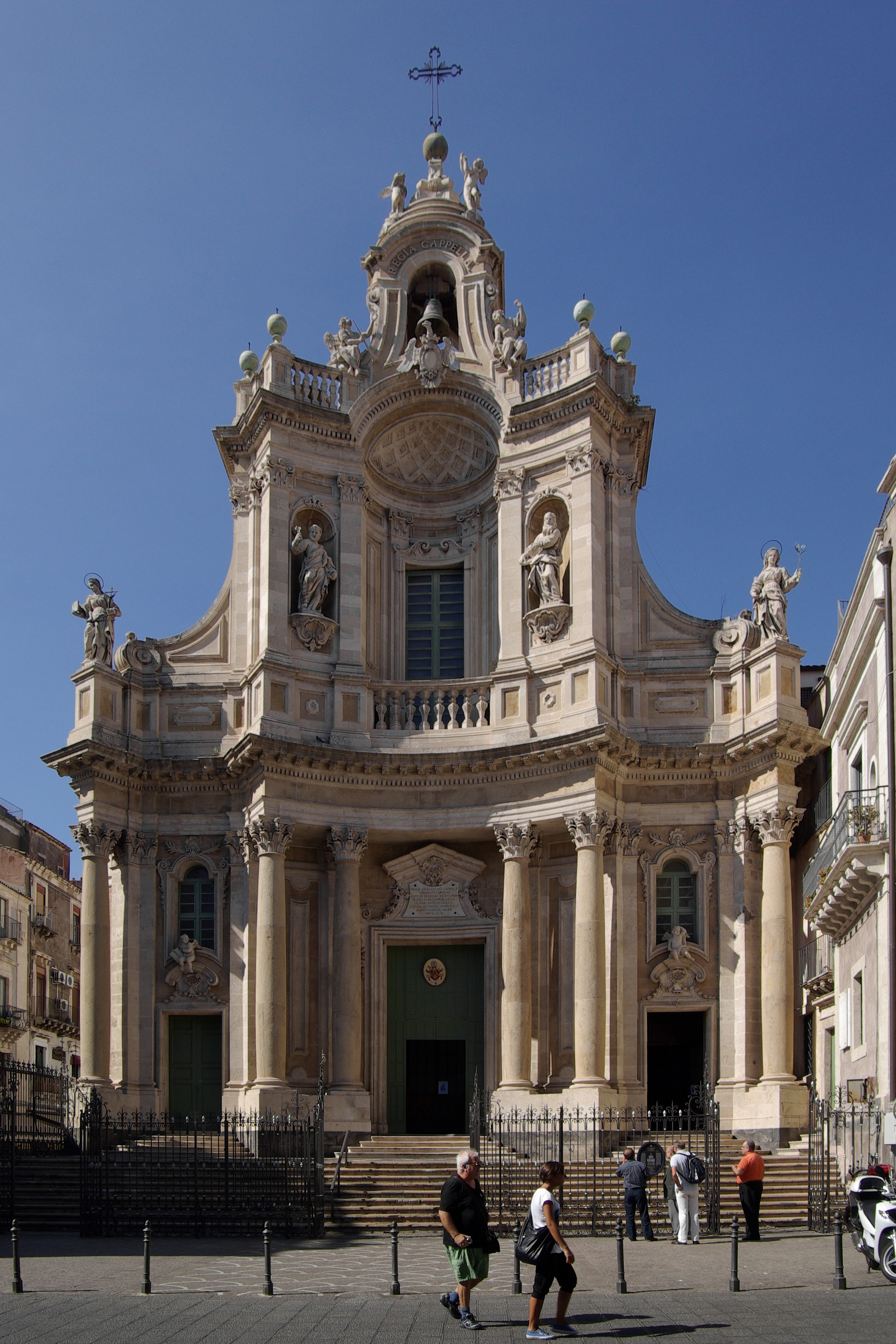
Barroco siciliano. "Collegiata" em Catania, projetada por Stefano Ittar, por volta de 1768

O barroco siciliano é a forma particular de arquitetura barroca
que consolidou-se na ilha de Sicília, ao sul da costa italiana, nos séculos XVII e XVIII. O estilo é reconhecível não apenas pelas suas típicas curvas e ornamentos barrocos, mas também  por suas máscaras sorridentes e seus putti e uma resplandecência particular que deu à Sicília uma identidade arquitetônica única.
O estilo barroco siciliano aflorou durante um grande surto de reconstrução que se sucedeu após um pesado terremoto, em 1693. Anteriormente, o estilo barroco vinha sendo usado na ilha de maneira cândida e paroquial, tendo antes evoluído da mistura arquitetônica local do que derivado dos grandes arquitetos barrocos de Roma. Após o terremoto, os arquitetos locais, muitos deles treinados em Roma, tiveram oportunidades de sobra para recriar a arquitetura barroca mais sofisticada que havia se popularizado por toda a Itália; o trabalho desses arquitetos locais — e o novo gênero de gravuras arquitetônicas dos quais foram os pioneiros — inspiraram mais arquitetos da ilha a seguir sua orientação. Por volta de 1730, os arquitetos sicilianos já tinham desenvolvido uma autoconfiança no seu uso do estilo barroco. Suas interpretações singulares promoveram a evolução de uma arte personalisada e altamente localizada na ilha. Em meados de 1780, o estilo foi gradualmente substituído pelo recém-moderno neoclassicismo.
O período altamente decorativo do barroco siciliano durou somente cinqüenta anos, e refletiu perfeitamente a ordem social da ilha em uma época que, nominalmente governada pela Espanha, foi de fato governada por uma rica e muitas vezes extravagante aristocracia, em cujas mãos a posse da economia agrícola primária estava fortemente concentrada. Essa arquitetura barroca deu à ilha uma personalidade arquitetônica que tem sobrevivido século XXI adentro.

## Características

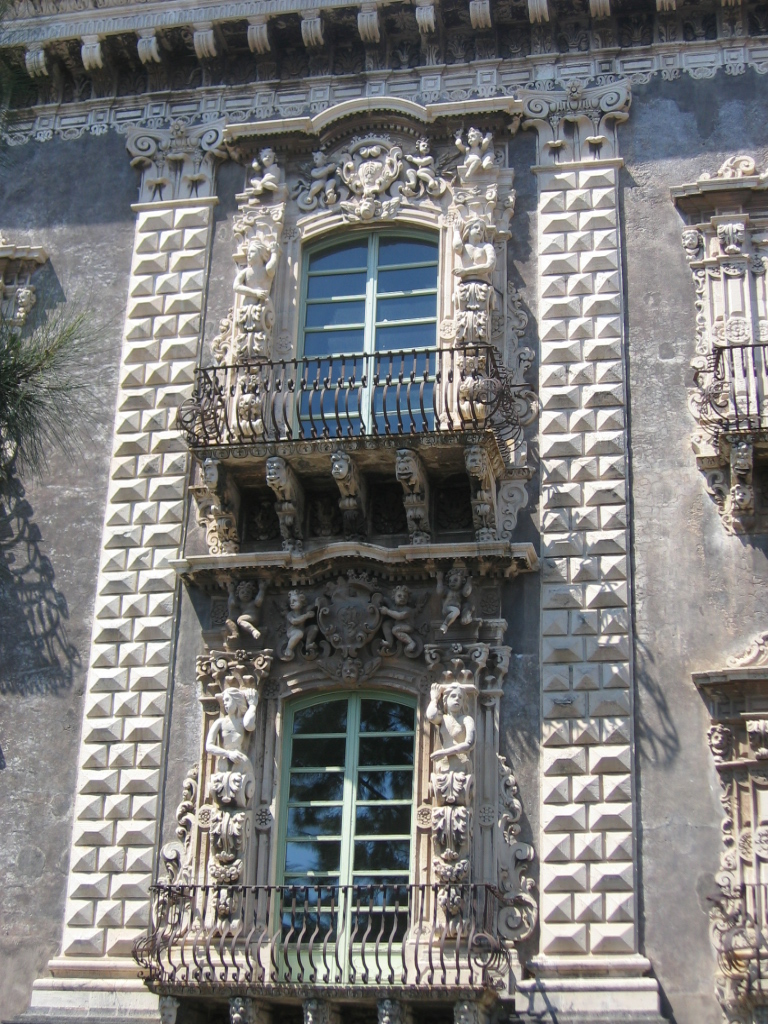
Universidade de Catânia, projetada por Giovanni Battista Vaccarini e completada em 1752, exemplo típico do barroco siciliano, com putti suportando a sacada e balaustradas de ferro forjado.

A arquitetura barroca é um fenômeno europeu originário da Itália, no século XVII; é extravagante, cenográfico e ricamente ornamentado por esculturas e por um efeito conhecido como chiaroscuro (o uso estratégico de luz e sombra em um edifício).
O estilo barroco na Sicília foi em grande parte limitado a prédios construídos pela Igreja e palazzi construídos como residências particulares para a aristocracia siciliana. Os primeiros exemplos deste estilo na Sicília careciam de individualidade e eram comumente pastiches grosseiros de construções vistas por visitantes sicilianos em Roma, Florença e Nápoles. Entretanto, após esse primeiro período, arquitetos locais começaram a incorporar certas características vernaculares da antiga arquitetura siciliana. Em meados do século XVIII, quando a arquitetura barroca siciliana era notavelmente diferente da do continente, eram tipicamente incluídas pelo menos duas ou três das características seguintes, unidas em um desenho livre que é mais difícil para ser descrito em palavras.
1. Máscaras grotescas e putti, que muitas vezes suportavam sacadas ou decoravam várias faixas de entablamento de um edifício; esses sorrisos ou faces reluzentes são relíquia da arquitetura siciliana de antes de meados do século XVII.
2. Sacadas, frequentemente adornadas com intrincadas balaustradas de ferro forjado, de depois de 1633, ou com balaustradas lisas, de antes daquela data.[5]
3. Escadarias externas. Muitas villas e palazzi foram concebidos para a entrada cerimonial de carruagens através de uma arcada na fachada principal, conduzindo a um pátio interno. Uma intrincada escadaria dupla levaria do pátio até o piano nobile. Esta seria o principal acesso do palazzo para o primeiro andar de salas de recepção; os lances simétricos da escada virariam para dentro ou para fora ao menos quatro vezes. Devido à topografia acidentada desses locais, muitas vezes eram necessários vários lances de escada para se chegar às igrejas, que eram freqüentemente transformados em uma longa e reta escadaria de mármore, como objetos arquitetônicos decorativos em si mesmos, à maneira das escadarias da Piazza di Spagna em Roma.[6]
4. Fachadas curvas, côncavas ou convexas . Ocasionalmente numa villa ou palácio, a escada externa localizava-se dentro do espaço criado pela curva.
5. A torre sineira siciliana, que não se localizava acima da igreja numa torre como era comum em Itália, mas sim na própria fachada, muitas vezes montada no frontão, mostrando claramente um ou mais sinos dentro das suas próprias arcadas, como na Collegiata de Catânia. Numa igreja grande e com muitos sinos, isso geralmente resultava numa arcada ricamente esculpida e decorada no topo da fachada principal.[7] Estas torres sineiras são uma das características mais marcantes da arquitetura barroca siciliana. Essas torres sineiras são uma das características mais marcantes da arquitetura barroca siciliana.[8]

1. Interiores de igrejas com profusão de incrustações de mármore colorido nos pisos e paredes. Essa forma particular de revestimento foi desenvolvida na Sicília a partir do século XVII.[9]

1. As colunas são normalmente independentes, sustentando arcos simples, e, assim, exibindo a influência do período normando anterior e muito mais simples. Ao contrário doutras partes da Europa, as colunas são raramente encontradas agrupadas como pilares, especialmente em exemplares do barroco siciliano inicial (ver igreja de São José em Ragusa Ibla).[10]

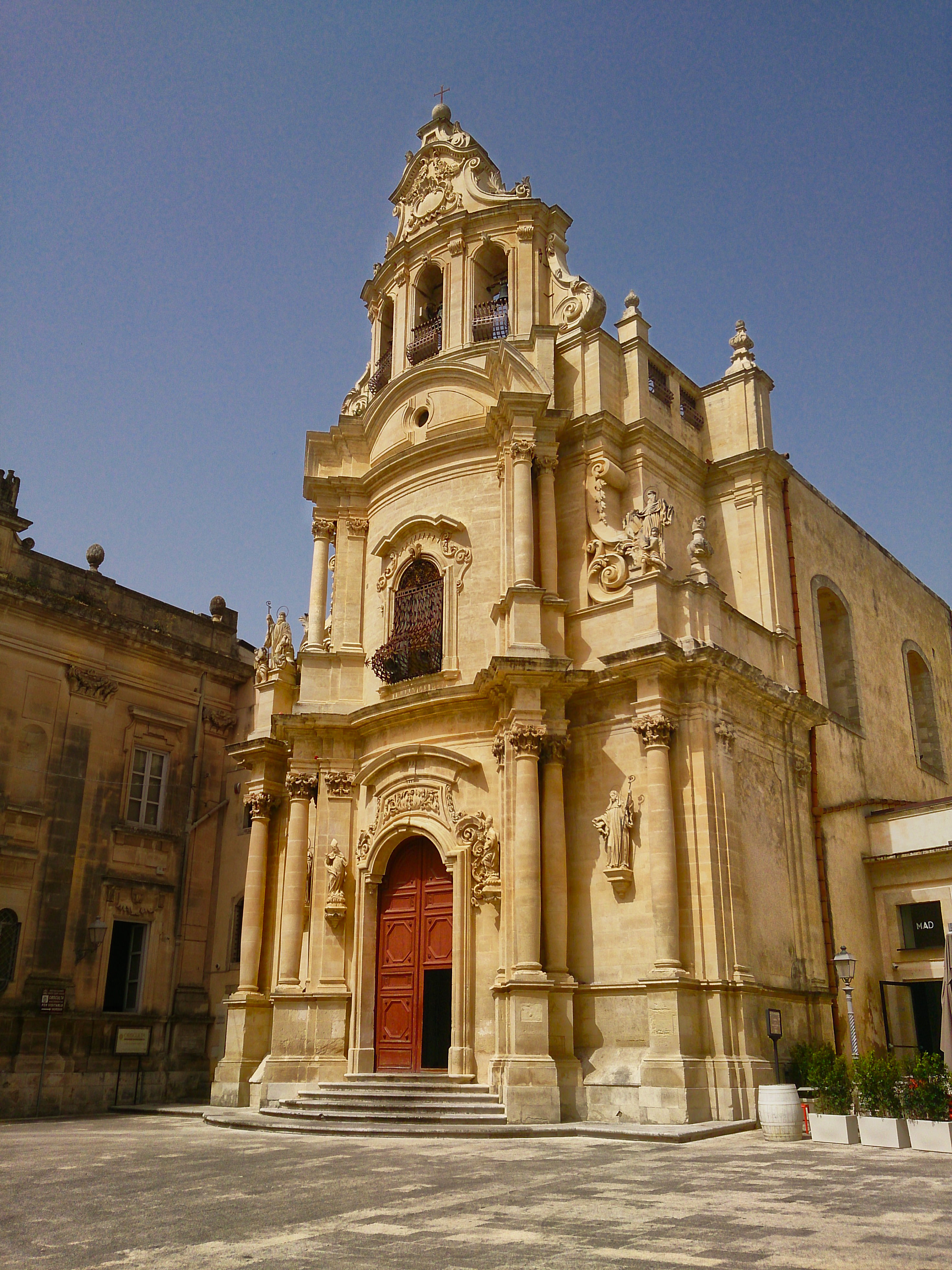
Igreja de São José em Ragusa Ibla